# Bill Paxton
Bill Paxton (17. května 1955 Fort Worth, Texas – 25. února 2017 Los Angeles, Kalifornie) byl americký herec a režisér. Ve filmu debutoval v roce 1981 ve snímku Stripes. Objevil se také ve sci-fi Terminátor (1984) a Vetřelci (1986).
Zajímavostí je, že Bill Paxton byl hercem se zvláštním hattrickem: byl zabit ve filmech Terminátorem, Vetřelcem a roku 1990 i Predátorem. Tím druhým je Lance Henriksen.

## Filmografie

### Film
| Rok  | Název                                          | Role                     | Poznámky             |
| ---- | ---------------------------------------------- | ------------------------ | -------------------- |
| 1975 | Crazy Mama                                     | John                     | neuveden v titulcích |
| 1977 | The Egyptian Princess, an Unfolding Fantasy    | Muž                      | krátkometrážní film  |
| 1980 | Fish Heads                                     |                          | krátkometrážní film  |
| 1981 | Barnes & Barnes: Love Tap                      | Muž                      | krátkometrážní film  |
| 1981 | Night Warning                                  | Eddie                    |                      |
| 1981 | Lampasy                                        | voják č. 8               |                      |
| 1983 | Reckless                                       | Bobo                     |                      |
| 1983 | Šikana                                         | Gilbreath                |                      |
| 1983 | Mortuary                                       | Paul Andrews             |                      |
| 1983 | Taking Tiger Mountain                          | Billy Hampton            |                      |
| 1984 | Ohnivé ulice                                   | barman Clyde             |                      |
| 1984 | Impulse                                        | Eddie                    |                      |
| 1984 | Terminátor                                     | vůdce pankáčů            |                      |
| 1985 | Podivná věda                                   | Chet Donnelly            |                      |
| 1985 | Komando                                        | strážník č. 1            |                      |
| 1986 | Vetřelci                                       | William Hudson           |                      |
| 1987 | Na prahu temnoty                               | Severen                  |                      |
| 1988 | Vejbuch                                        | Jesse Wilkes             |                      |
| 1989 | Vítr zkázy                                     | Matt Owens               |                      |
| 1989 | Nejbližší příbuzenstvo                         | Gerald Gates             |                      |
| 1989 | Back to Back                                   | Bo Brand                 |                      |
| 1990 | Brain Dead                                     | Jim Reston               |                      |
| 1990 | Poslední z nejlepších                          | Howard Jones             |                      |
| 1990 | Námořní pěchota                                | Dane                     |                      |
| 1990 | Predátor 2                                     | Jerry Lambert            |                      |
| 1991 | Muž se třema rukama                            | Gus                      |                      |
| 1992 | Jeden chybný krok                              | Dale „Hurikán“ Dixon     |                      |
| 1992 | Tulák                                          | Graham Krakowski         |                      |
| 1992 | Lotři                                          | Vince                    |                      |
| 1993 | Helena v krabici                               | Ray O'Malley             |                      |
| 1993 | Babí léto                                      | Jack Belston             |                      |
| 1993 | Operace Monolith                               | Tucker                   |                      |
| 1993 | Tombstone                                      | Morgan Earp              |                      |
| 1994 | Smrtící iluze                                  | Vince                    |                      |
| 1994 | Pravdivé lži                                   | Simon                    |                      |
| 1995 | Apollo 13                                      | Fred Haise               |                      |
| 1995 | Poslední smích                                 | Zachary Cody             |                      |
| 1995 | Jesse James                                    | Frank James              |                      |
| 1996 | Twister                                        | Bill „Extrém“ Harding    |                      |
| 1996 | Večernice                                      | Jerry Bruckner           |                      |
| 1997 | Kočovník                                       | Bokky                    |                      |
| 1997 | Titanic                                        | Brock Lovett             |                      |
| 1998 | Jednoduchý plán                                | Hank                     |                      |
| 1998 | Velký Joe                                      | professor Gregory O'Hara |                      |
| 2000 | Ponorka U-571                                  | Mike Dahlgren            |                      |
| 2000 | Vertical Limit                                 | Elliot Vaughn            |                      |
| 2001 | Lovec démonů                                   | Táta Meiks               | také režisér         |
| 2002 | Spy Kids 2: Ostrov ztracených snů              | Dinky Winks              |                      |
| 2003 | Ghosts of the Abyss                            | Sám sebe / vypravěč      |                      |
| 2003 | V týlu nepřítele                               | major Theodore Brice     |                      |
| 2003 | Spy Kids 3-D: Game Over                        | Dinky Winks              |                      |
| 2004 | Klub hrůzy                                     | Coconut Pete             |                      |
| 2004 | Letka Bouřliváků                               | Jeff Tracy               |                      |
| 2004 | Ztracený ráj                                   | Carl Ridley              |                      |
| 2005 | Magnificent Desolation: Walking on the Moon 3D | Edgar Mitchell           | krátkometrážní film  |
| 2005 | The Greatest Game Ever Played                  | –                        | režisér              |
| 2007 | The Good Life                                  | Robbie                   |                      |
| 2011 | Zkrat                                          | John Kane                |                      |
| 2011 | Tornado Alley                                  | Vypravěč                 |                      |
| 2012 | Shanghai Calling                               | Donald                   |                      |
| 2013 | Kolonie                                        | Mason                    |                      |
| 2013 | 2 zbraně                                       | Earl                     |                      |
| 2013 | Red Wing                                       | Jim Verret               |                      |
| 2014 | Milionový nadhazovač                           | Tom House                |                      |
| 2014 | Na hraně zítřka                                | seržant Farell           |                      |
| 2014 | Slídil                                         | Joe Loder                |                      |
| 2015 | Pixies                                         | Eddie Beck (hlas)        |                      |
| 2016 | Term Life                                      | Detective Keenan         |                      |
| 2016 | Útěk za snem                                   | Wayne Caraway            |                      |
| 2017 | The Circle                                     | Vinnie Holland           |                      |
| 2019 | Taking Tiger Mountain Revisited                | Billy Hampton            |                      |

### Televize
| Rok     | Název                                | Role                  | Poznámky                                |
| ------- | ------------------------------------ | --------------------- | --------------------------------------- |
| 1983    | Deadly Lessons                       | Eddie Fox             | TV film                                 |
| 1985    | An Early Frost                       | Bob Maracek           | TV film                                 |
| 1985    | The Atlanta Child Murders            | Campbell              | mini-série                              |
| 1986    | Fresno                               | Billy Joe Bobb        | mini-série, 4 díly                      |
| 1986    | Miami Vice                           | detektiv Vic Romano   | díl: „Streetwise“                       |
| 1987    | The Hitchhiker                       | Trout                 | díl: „Made for Each Other“              |
| 1993    | Příběhy ze záhrobí                   | Billy DeLuca          | díl: „People Who Live in Brass Hearses“ |
| 1998    | Jasná lež                            | John Paul Vann        | TV film                                 |
| 2003    | Frasier                              | Ernie                 | díl: „Nebezpeční kamarádi“              |
| 2006–11 | Velká láska                          | Bill Henrickson       | hlavní role, 53 dílů                    |
| 2012    | Hatfieldovi a McCoyovi               | Randolph McCoy        | mini-série, 3 díly                      |
| 2013    | JFK: The Day That Changed Everything | Vypravěč              | dokument                                |
| 2014    | Agenti S.H.I.E.L.D.                  | John Garrett          | 6 dílů                                  |
| 2015    | Hrdinové od Alama                    | Sam Houston           | mini-série, 5 dílů                      |
| 2015    | The Gamechangers                     | Jack Thompson         | TV film                                 |
| 2017    | Training Day                         | detektiv Frank Roarke | hlavní role, 13 dílů                    |

### Hudební videa
| Rok  | Název skladby                                          | Umělec          | Poznámky |
| ---- | ------------------------------------------------------ | --------------- | -------- |
| 1980 | „Fish Heads“                                           | Barnes & Barnes | režisér  |
| 1981 | „Love Tap“                                             | Barnes & Barnes |          |
| 1982 | „Shadows of the Night“                                 | Pat Benatar     |          |
| 1987 | „Touched by the Hand of God“                           | New Order       |          |
| 1988 | „Reach“                                                | Martini Ranch   |          |
| 1988 | „How Can The Laboring Man Find Time For Self Culture?“ | Martini Ranch   |          |
| 2003 | „Eat You Alive“                                        | Limp Bizkit     |          |

### Videohry
| Rok  | Název                          | Role | Poznámky |
| ---- | ------------------------------ | ---- | -------- |
| 2015 | Call of Duty: Advanced Warfare | Kahn |          |